# Tenthredo omissa
Tenthredo omissa är en stekelart som först beskrevs av Förster 1844.  Tenthredo omissa ingår i släktet Tenthredo, och familjen bladsteklar. Enligt den finländska rödlistan är arten nära hotad i Finland. Arten är reproducerande i Sverige. Artens livsmiljö är ruderatmarker, vägrenar och banvallar.